# Динамо (волейбольный клуб, Луганск)
«Динамо» — советский и украинский мужской волейбольный клуб из Луганска. Основан в 1965 году, до 1982 года носил название «Звезда». Неоднократный призёр чемпионатов СССР и Украины, победитель Кубка обладателей кубков 1973 года.

## История
Команда «Звезда» была создана в Луганске в 1965 году. Под руководством Валентина Ивановича Салина, которого за приверженность к строгой дисциплине игроки за глаза называли Сталиным, «Звезда» в 1968 году добилась права участвовать в чемпионатах СССР по первой группе, в дебютном сезоне в элитном дивизионе заняла пятое место, а уже в 1972 году завоевала серебряные медали, пропустив вперёд себя в турнирной таблице только ЦСКА. В составе команды выступали чемпион Олимпийских игр-1968 Владимир Беляев, Виктор Алёшин, Виктор Бесхлебников, Борис Ивлев, Валерий Кривов, Станислав Маценко, Владимир Мокрушев, Василий Нечай, Михаил Раздабара, Валерий Слепцов, Владимир Халецкий и Николай Хорунжий.
В том же 1972 году, 13 декабря, Валентин Салин был арестован и вскоре осуждён на 10 лет по ст. 86 прим. Уголовного кодекса Украинской ССР за «хищение государственного или коллективного имущества в особо крупных размерах». Наставник «Звезды» стал одной из жертв «ворошиловградского дела», спровоцированного конфликтом между первым секретарём ЦК Коммунистической партии Украины Владимиром Щербицким и первым секретарём Ворошиловградского обкома партии Владимиром Шевченко (в 1976 году по похожему уголовному делу также был осуждён старший тренер ворошиловградской «Искры» Владимир Чернов). Тем временем «Звезду» возглавил прежний помощник Салина Евгений Александрович Северов, практически бессменно проработавший на должности главного тренера команды вплоть до её расформирования.
В чемпионате СССР 1973 года «Звезда» заняла только 8-е место, но отметилась победой на европейской арене, став первым в истории обладателем Кубка кубков. В круговом финале четырёх команд в Афинах волейболисты из Ворошиловграда обыграли итальянскую «Руини», венгерский «Чепель» и болгарский «Левски-Спартак». В следующем розыгрыше этого еврокубка «Звезда» финишировала второй, проиграв в ключевом матче в Брюсселе рижскому «Радиотехнику».
В 1976 и 1979 годах подопечные Евгения Северова выигрывали бронзовые медали чемпионатов СССР. Трёхкратными призёрами союзных первенств стали Валерий Кривов, Станислав Маценко, Валерий Халецкий и Николай Хорунжий. В составе сборной СССР Валерий Кривов и Фёдор Лащёнов завоевали золото чемпионата мира-1978 и Олимпийских игр в Москве-1980.
По итогам чемпионата СССР 1982 года «Звезда» заняла 12-е место и выбыла из высшей лиги. В декабре 1982 года команда была передана обществу «Динамо» и в течение 8 сезонов выступала в первой союзной лиге, завоевав право на возвращение в элиту в 1990 году. С 1992 года луганское «Динамо» играло в высшей лиге чемпионата Украины и трижды становилось призёром национальных чемпионатов. В состав национальной сборной Украины в эти годы входили Виктор Лошаков, Игорь Попов, Андрей Сидоренко, Юрий Филиппов.
На рубеже веков в «Динамо» сложилась тяжёлая финансовая ситуация. В 2000 и 2001 годах команда финишировала в чемпионатах Суперлиги на последнем месте и становилась участником переходных турниров за право остаться в сильнейшем дивизионе. В 2001 году луганский клуб выбыл из Суперлиги и впоследствии прекратил своё существование.

## Результаты в национальных чемпионатах
| Чемпионаты СССР - 1966 — класс «А», II группа, 4-е место - 1968 — класс «А», II группа, 1-е место - 1968/69 — класс «А», I группа, 5-е место - 1969/70 — класс «А», I группа, 9-е место - 1971 — класс «А», I группа, 6-е место - 1972 — высшая лига, 2-е место - 1973 — высшая лига, 8-е место - 1974 — высшая лига, 6-е место - 1975 — высшая лига, 9-е место - 1976 — высшая лига, 3-е место - 1977 — высшая лига, 4-е место - 1978 — высшая лига, 6-е место - 1978/79 — высшая лига, 3-е место | - 1979/80 — высшая лига, 8-е место - 1980/81 — высшая лига, 11-е место - 1982 — высшая лига, 12-е место - 1982/83 — первая лига, 4-е место - 1983/84 — первая лига, 5-е место - 1984/85 — первая лига, 4-е место - 1985/86 — первая лига, 5-е место - 1986/87 — первая лига, 2-е место - 1987/88 — первая лига, 4-е место - 1988/89 — первая лига, 4-е место - 1989/90 — первая лига, 1-е место - 1990/91 — высшая лига, 11-е место Открытый чемпионат СНГ - 1991/92 — высшая лига, 4-е место | Чемпионаты Украины - 1992 — высшая лига, 3-е место - 1992/93 — высшая лига, 2-е место - 1993/94 — высшая лига, 6-е место - 1994/95 — высшая лига, 5-е место - 1995/96 — высшая лига, 5-е место - 1996/97 — высшая лига, 5-е место - 1997/98 — высшая лига, 2-е место - 1998/99 — высшая лига «А», 6-е место - 1999/00 — Суперлига, 8-е место - 2000/01 — Суперлига, 8-е место - 2001/02 — высшая лига, 8-е место |

## Достижения
- Серебряный призёр чемпионата СССР (1972).
- Бронзовый призёр чемпионата СССР (1976, 1978/79).
- Серебряный призёр чемпионата Украины (1992/93, 1997/98).
- Бронзовый призёр чемпионата Украины (1992).
- Серебряный призёр Кубка Украины (1997).
- Бронзовый призёр Кубка Украины (1993, 1995).
- Обладатель Кубка кубков (1972/73).
- Серебряный призёр Кубка кубков (1973/74).